# Wesley Fofana (football)
Cet article concerne le footballeur. Pour le rugbyman, voir Wesley Fofana (rugby à XV).
Pour les articles homonymes, voir Fofana.
Wesley Fofana, né le 17 décembre 2000 à Marseille en France, est un footballeur international français qui évolue au poste de défenseur central au Chelsea FC.
Il est sélectionné en équipe de France depuis 2023.

## Biographie

### Enfance et formation
Wesley Fofana naît à Marseille d'un père ivoirien et d'une mère française. Il est le quatrième d'une fratrie de six enfants et grandit aux Pinchinades, quartier de Vitrolles, où il frappe ses premiers ballons,.
Le jeune Fofana évolue durant sa pré-formation au SC Air Bel, club du quartier du même nom de Marseille.
L'AS Saint-Étienne repère le jeune défenseur dès ses douze ans, puis lui fait signer un accord de non-sollicitation à quatorze ans. L'Olympique de Marseille, club préféré de Wesley Fofana, ne s'intéresse que tardivement à lui.
Fofana rejoint le centre de formation de l'AS Saint-Étienne en 2015. En mai 2018, le jeune défenseur signe son premier contrat professionnel avec l'ASSE.

### Débuts professionnels à l'AS Saint-Étienne
Un an précisément après avoir signé professionnel à l'ASSE, le 18 mai 2019, il dispute son premier match avec l'équipe professionnelle lors d'une rencontre de Ligue 1 face à l'OGC Nice. Il entre en jeu dès la 20e minute à la suite de la blessure de Pierre-Yves Polomat (victoire 3-0). À 17 ans, Jean-Louis Gasset utilise à deux reprises le jeune joueur en 2018-2019. En parallèle, Fofana prend une part active à la victoire de Saint-Étienne en Coupe Gambardella 2018-2019.
Le 4 décembre 2019, Wesley Fofana inscrit son premier but en professionnel lors d'un match de Ligue 1, de nouveau face à l'OGC Nice. Titulaire, il inscrit de la tête le troisième but de son équipe (victoire 4-0). Il débute l'année 2020 en marquant en coupe de France contre le FC Bastia-Borgo. Il participe ainsi à la victoire de son équipe par trois buts à zéro. Le 21 avril 2020, Fofana prolonge son contrat avec l'ASSE jusqu'en 2024. Lors de l'exercice 2019-2020, Fofana joue quatorze matchs de Ligue 1, deux matchs de Ligue Europa et six matchs de Coupe de France dont la finale perdue face au Paris SG (0-1).
En début de saison 2020-2021, Wesley Fofana dispute quatre journées de Ligue 1 alors que son transfert en Angleterre est négocié.

### Départ rapide à Leicester City
Lors de l'été 2020, les clubs anglais de Leicester City et West Ham souhaitent recruter l'espoir français. Début octobre, l'AS Saint-Étienne annonce un accord d'un montant de trente-cinq millions d'euros, plus cinq de bonus éventuels, avec Leicester,. Ce transfert devient le plus cher de l'histoire du club français,, et Wesley Fofana le quatrième joueur français le plus cher de sa tranche d'âge. Alors qu'il affiche tout juste vingt matchs de Ligue 1, Fofana s'engage pour un contrat de cinq ans avec les Foxes.
Wesley Fofana est titulaire en défense centrale pour son premier match sous ses nouvelles couleurs le 18 octobre 2020, lors d'une rencontre de Premier League face à Aston Villa (défaite 1-0). Il s'impose rapidement, étant considéré comme l'une des révélations du championnat,. Pour sa première saison anglaise, Fofana est aligné à 28 reprises.
Musulman, Wesley Fofana est à l'origine de la pratique de la pause fraîcheur pour permettre la rupture du jeûne (saoum) de ramadan pendant les matchs de Premier League. Le 26 avril 2021, il devient le premier joueur à en bénéficier pendant le match Leicester-Crystal Palace (victoire 2-1),.
Le 5 août 2021, en match amical, Wesley Fofana subit une fracture du péroné de la jambe gauche sur un tacle violent de l'attaquant de Villarreal Fer Nino. Il est éloigné plusieurs mois des terrains et doit attendre début 2022 pour rejouer. Le 17 mars 2022, il reprend la compétition lors d'un match retour de huitième de finale de Ligue Europa Conférence contre le Stade rennais au cours duquel il inscrit un but (défaite 2-1 de Leicester).

### Chelsea FC
Le 31 août 2022, lors du dernier jour du mercato estival, Wesley Fofana s'engage en faveur du Chelsea FC. Il signe un contrat portant sur sept saisons, soit jusqu'en juin 2029, et le montant du transfert est estimé à 81 millions d'euros, pouvant aller jusqu'à 87 millions avec les bonus.
Fofana joue son premier match sous ses nouvelles couleurs le 3 septembre 2022, lors de la réception des "Hammers" de West Ham United, en Premier League. Il est titularisé et son équipe s'impose sur le score de deux buts à un,. Le 5 octobre 2022, il inscrit son premier but pour Chelsea lors d'une rencontre de Ligue des champions face à l'AC Milan. Titularisé, il ouvre le score et participe ainsi à la victoire de son équipe par trois buts à zéro,. Le jeune défenseur ne termine toutefois pas cette rencontre, victime d'une entorse du genou droit, il sort avant la mi-temps, remplacé par Trevoh Chalobah. Son absence est estimée à environ quatre semaines.
Le 4 mars 2023, Fofana inscrit son premier but en Premier League pour Chelsea, contre Leeds United. Buteur sur un service de Ben Chilwell, il donne ainsi la victoire à son équipe (1-0 score final),.

### En sélection
En octobre 2020, Wesley Fofana est appelé pour la première fois avec l'équipe de France espoirs. Il joue son premier match face au Liechtenstein le 8 octobre 2020. Il est titularisé et Les Bleuets s'imposent par cinq buts à zéro.
En novembre 2020, le sélectionneur de l'équipe de France, Didier Deschamps, affirme que Wesley Fofana fait partie des joueurs qu'il suit, après les prestations remarquées du joueur avec son club de Leicester.
Du fait de sa binationalité franco-ivoirienne, Wesley Fofana est approché début 2021 par le sélectionneur de la Côte d'Ivoire, Patrice Beaumelle, pour rejoindre Les Éléphants mais décline sa proposition.
Le 16 mars 2023, Wesley Fofana est convoqué pour la première fois en équipe de France première mais doit déclarer forfait trois jours plus tard en raison d'une blessure à la cuisse droite. Il est alors remplacé par Jean-Clair Todibo.
Le 10 juin 2023, Wesley Fofana s'exprime pour la première fois en conférence de presse sur son choix de représenter la France au détriment de la Côte-d'Ivoire : « La France a fait mon éducation. C’est le choix du cœur. J'ai eu des échanges avec le sélectionneur mais je suis Français. J'ai toujours joué au foot en espérant porter le maillot de l'équipe de France. Quand on voit l’engouement qu’il y a, on se pose des questions. Mais la France, c’est le choix du cœur. ».
Fofana honore sa toute première sélection avec l'équipe de France le 16 juin 2023 contre Gibraltar à l'occasion d'un match comptant pour les éliminatoires de l'Euro 2024. Il est titularisé à cette occasion et les Bleus l'emportent par trois buts à zéro,.
Il est victime en 2024 d'un « déferlement de haine raciste » sur les réseaux sociaux de la part de supporters argentins après avoir dénoncé les paroles racistes d'une chanson visant les joueurs noirs de l'équipe de France.

## Statistiques
| Saison                | Club                  | Championnat           | Championnat | Championnat | Championnat | Coupe nationale | Coupe nationale | Coupe nationale | Coupe de la Ligue | Coupe de la Ligue | Coupe de la Ligue | Compétition(s) continentale(s) | Compétition(s) continentale(s) | Compétition(s) continentale(s) | Compétition(s) continentale(s) | Total | Total | Total |
| Saison                | Club                  | Division              | M.          | B.          | P.d.        | M.              | B.              | P.d.            | M.                | B.                | P.d.              | Comp.                          | M.                             | B.                             | P.d.                           | M.    | B.    | P.d.  |
| 2017-2018             | AS Saint-Étienne rés. | National 3            | 10          | 0           | 0           | -               | -               | -               | -                 | -                 | -                 | -                              | -                              | -                              | -                              | 10    | 0     | 0     |
| 2018-2019             | AS Saint-Étienne rés. | National 2            | 11          | 0           | 0           | -               | -               | -               | -                 | -                 | -                 | -                              | -                              | -                              | -                              | 11    | 0     | 0     |
| Sous-total            | Sous-total            | Sous-total            | 21          | 0           | 0           | -               | -               | -               | -                 | -                 | -                 | -                              | -                              | -                              | -                              | 21    | 0     | 0     |
| 2018-2019             | AS Saint-Étienne      | Ligue 1               | 2           | 0           | 0           | -               | -               | -               | -                 | -                 | -                 | -                              | -                              | -                              | -                              | 2     | 0     | 0     |
| 2019-2020             | AS Saint-Étienne      | Ligue 1               | 14          | 1           | 0           | 6               | 1               | 0               | 2                 | 0                 | 0                 | C3                             | 2                              | 0                              | 0                              | 24    | 2     | 0     |
| 2020-2021             | AS Saint-Étienne      | Ligue 1               | 4           | 0           | 0           | -               | -               | -               | -                 | -                 | -                 | -                              | -                              | -                              | -                              | 4     | 0     | 0     |
| Sous-total            | Sous-total            | Sous-total            | 20          | 1           | 0           | 6               | 1               | 0               | 2                 | 0                 | 0                 | -                              | 2                              | 0                              | 0                              | 30    | 2     | 0     |
| 2020-2021             | Leicester City FC     | Premier League        | 28          | 0           | 0           | 4               | 0               | 0               | -                 | -                 | -                 | C3                             | 6                              | 0                              | 0                              | 38    | 0     | 0     |
| 2021-2022             | Leicester City FC     | Premier League        | 7           | 0           | 0           | -               | -               | -               | -                 | -                 | -                 | C4                             | 5                              | 1                              | 0                              | 12    | 1     | 0     |
| 2022-2023             | Leicester City FC     | Premier League        | 2           | 0           | 0           | -               | -               | -               | -                 | -                 | -                 | -                              | -                              | -                              | -                              | 2     | 0     | 0     |
| Sous-total            | Sous-total            | Sous-total            | 37          | 0           | 0           | 4               | 0               | 0               | -                 | -                 | -                 | -                              | 11                             | 1                              | 0                              | 52    | 1     | 0     |
| 2022-2023             | Chelsea FC            | Premier League        | 15          | 1           | 0           | -               | -               | -               | -                 | -                 | -                 | C1                             | 5                              | 1                              | 0                              | 20    | 2     | 0     |
| 2023-2024             | Chelsea FC            | Premier League        | -           | -           | -           | -               | -               | -               | -                 | -                 | -                 | -                              | -                              | -                              | -                              | 0     | 0     | 0     |
| 2024-2025             | Chelsea FC            | Premier League        | 14          | 0           | 0           | -               | -               | -               | -                 | -                 | -                 | C4                             | -                              | -                              | -                              | 14    | 0     | 0     |
| Sous-total            | Sous-total            | Sous-total            | 29          | 1           | 0           | -               | -               | -               | -                 | -                 | -                 | -                              | 5                              | 1                              | 0                              | 34    | 2     | 0     |
| Total sur la carrière | Total sur la carrière | Total sur la carrière | 107         | 3           | 0           | 10              | 1               | 0               | 2                 | 0                 | 0                 | -                              | 18                             | 2                              | 0                              | 137   | 6     | 0     |

### En sélection nationale
| Saison                | Sélection             | Phases finales        | Phases finales | Phases finales | Phases finales | Éliminatoires | Éliminatoires | Éliminatoires | Ligue des nations | Ligue des nations | Ligue des nations | Matchs amicaux | Matchs amicaux | Matchs amicaux | Total | Total | Total |
| Saison                | Sélection             | Compétition           | M              | B              | Pd             | M             | B             | Pd            | M                 | B                 | Pd                | M              | B              | Pd             | M     | B     | Pd    |
| --------------------- | --------------------- | --------------------- | -------------- | -------------- | -------------- | ------------- | ------------- | ------------- | ----------------- | ----------------- | ----------------- | -------------- | -------------- | -------------- | ----- | ----- | ----- |
| 2022-2023             | France                | -                     | -              | -              | -              | 1             | 0             | 0             | -                 | -                 | -                 | -              | -              | -              | 1     | 0     | 0     |
| Total sur la carrière | Total sur la carrière | Total sur la carrière | -              | -              | -              | 1             | 0             | 0             | -                 | -                 | -                 | -              | -              | -              | 1     | 0     | 0     |

### Liste des matchs internationaux
| Matchs internationaux de Wesley Fofana | Matchs internationaux de Wesley Fofana | Matchs internationaux de Wesley Fofana | Matchs internationaux de Wesley Fofana | Matchs internationaux de Wesley Fofana | Matchs internationaux de Wesley Fofana | Matchs internationaux de Wesley Fofana |
|                                        | Date                                   | Lieu                                   | Adversaire                             | Résultat                               | Compétition                            | Notes                                  |
| -------------------------------------- | -------------------------------------- | -------------------------------------- | -------------------------------------- | -------------------------------------- | -------------------------------------- | -------------------------------------- |
| 1.                                     | 16 juin 2023                           | Stade de l'Algarve, Almancil, Portugal | Gibraltar                              | 0 - 3                                  | Éliminatoires de l'Euro 2024           | Titulaire.                             |

## Palmarès
Formé à l'AS Saint-Étienne, il remporte la Coupe Gambardella en 2019 avec les moins de 19 ans avant d'être finaliste de la Coupe de France en 2020.
Parti ensuite au Leicester City, il y soulève la Coupe d'Angleterre en 2021 face à Chelsea.
| AS Saint-Étienne                                                                    | Leicester City                              |
| ----------------------------------------------------------------------------------- | ------------------------------------------- |
| - Coupe Gambardella : - Vainqueur en 2019. - Coupe de France : - Finaliste en 2020. | - Coupe d'Angleterre : - Vainqueur en 2021. |

## Distinction personnelle
- Élu dans le onze de légende de la Coupe Gambardella en 2021[42].